# Універсальна юрисдикція розслідування воєнних злочинів в Україні
Розслідування воєнних злочинів універсальної юрисдикції в Україні — це розслідування воєнних злочинів під час російсько-української війни, що здійснюються відповідно до правових систем окремих держав за принципом універсальної юрисдикції міжнародного гуманітарного права. Серед держав, які почали розслідування, були Німеччина, Литва, Іспанія та Швеція.

## Передумови
Російське вторгнення в Україну 2022 року, яке розпочалося в лютому 2022 року, включало кілька подій, підозрюваних у воєнних злочинах. Міжнародний кримінальний суд розпочав повне розслідування. Принцип універсальної юрисдикції дозволяє державі проводити розслідування та переслідування за воєнні злочини, скоєні в іншій державі або жертви чи підозрювані у вчиненні яких є громадянами іншої держави.

## За країною
Станом на 5 квітня 2022, Естонія, Німеччина, Латвія, Литва, Норвегія, Польща, Словаччина, Іспанія, Швеція, Швейцарія та Україна оголосили про свої наміри розпочати розслідування воєнних злочинів під час російського вторгнення в Україну 2022 року в рамках універсальної юрисдикції. Французька прокуратура почала розслідування воєнних злочинів під національною юрисдикцією у справах, у яких громадяни або резиденти Франції були можливими жертвами або підозрюваними.

### Німеччина
8 березня 2022 року Генеральна прокуратура Німеччини оголосила, що розпочала розслідування відповідно до свого закону про універсальну юрисдикцію Völkerstrafgesetzbuch. Початкові сфери розслідувань включали невибіркові напади на цивільних осіб та цивільну інфраструктуру, використання касетних боєприпасів та повідомлення про те, що російські війська склали списки українських активістів і політиків з метою їхнього вбивства.

### Литва
На початку березня 2022 року Генеральна прокуратура Литви відкрила «досудове розслідування про воєнні злочини та злочини проти людства» вторгнення Росії в Україну 2022 року. На початку квітня Генеральна прокуратура заявила, що в рамках загального розслідування буде розслідувати смерть режисера Мантаса Кведаравічуса, який був убитий під час атаки російських військ під Маріуполем під час його облоги.

### Іспанія
8 березня 2022 року міністерство прокуратури Іспанії розпочало розслідування універсальної юрисдикції як за злочин агресії з боку Російської Федерації, так і за «серйозні порушення міжнародного гуманітарного права».

### Швеція
5 квітня 2022 року прокуратура Швеції (SPA) заявила, що розпочала попереднє розслідування щодо «тяжких воєнних злочинів», які вчиняються в Україні. Початкові цілі розслідування включали забезпечення доказів у Швеції, які згодом можуть бути використані в судовому процесі у Швеції, іншій країні, що здійснює універсальну юрисдикцію, або в розслідуванні МКС. СПА закликала постраждалих та свідків зв'язатися.